# Chengiopanax fargesii
Chengiopanax fargesii är en araliaväxtart som först beskrevs av Adrien René Franchet, och fick sitt nu gällande namn av C.B.Shang och J.Y.Huang. Chengiopanax fargesii ingår i släktet Chengiopanax och familjen Araliaceae. Inga underarter finns listade.